# Gateh Deh
Gateh Deh (persiska: گته ده) är en ort i Iran.   Den ligger i provinsen Alborz, i den norra delen av landet, 60 km nordväst om huvudstaden Teheran. Gateh Deh ligger 2 327 meter över havet och antalet invånare är 412.
Terrängen runt Gateh Deh är kuperad åt nordväst, men åt sydost är den bergig. Gateh Deh ligger nere i en dal.Runt Gateh Deh är det mycket tätbefolkat, med 1 056 invånare per kvadratkilometer. Närmaste större samhälle är Āsārā, 18,8 km sydost om Gateh Deh. Trakten runt Gateh Deh består i huvudsak av gräsmarker.